# Союз-21
«Союз-21» — пилотируемый космический корабль серии «Союз».
Совершил стыковку с военной орбитальной станцией «Салют-5». Полёт продолжался 49 суток вместо запланированных 60. На 42-е сутки полёта возникла аварийная ситуация с нарушением функционирования основных систем станции. Авария и крайнее напряжение при ликвидации её последствий сильно сказались на здоровье и работоспособности экипажа. На 49-е сутки миссия была прервана из-за плохого состояния В. М. Жолобова.

## Экипаж
Основной экипаж
- Командир — Борис Валентинович Волынов (2-й космический полёт)
- Бортинженер — Виталий Михайлович Жолобов (1-й космический полёт)

Дублирующий экипаж
- Командир — Вячеслав Дмитриевич Зудов
- Бортинженер — Валерий Ильич Рождественский

Резервный экипаж
- Командир — Виктор Васильевич Горбатко
- Бортинженер — Юрий Николаевич Глазков

## Описание полёта

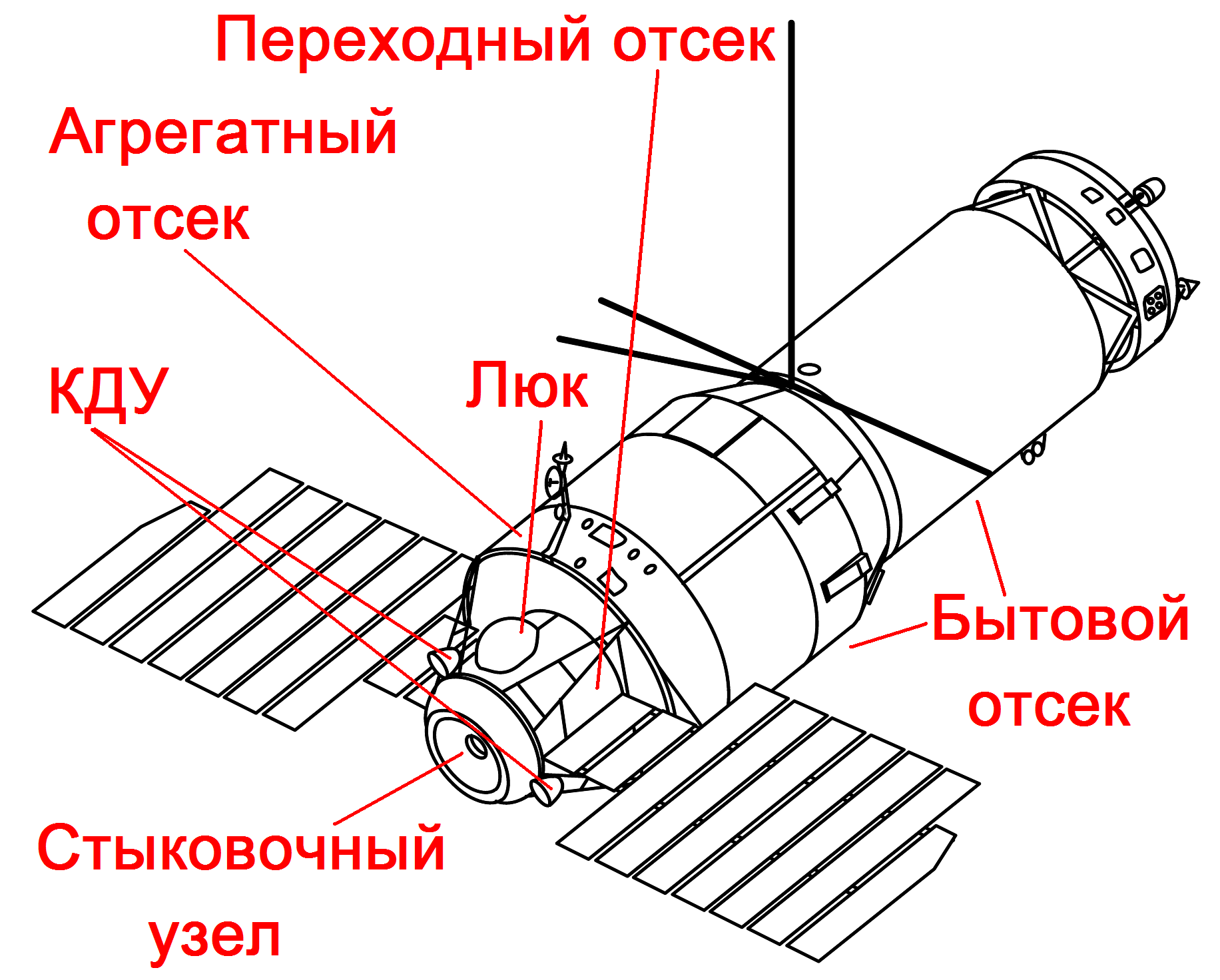
«Салют-5»

Полёт проводился в рамках секретной программы «Алмаз», поэтому эксперименты, в основном, носили военный характер.
Был проведён комплекс научных экспериментов, в том числе впервые использовалась установка «Кристалл», для выращивания кристаллов. Также выполнена серия инженерных экспериментов по перекачке топлива, имеющих важное значение для будущей эксплуатации грузовых кораблей «Прогресс». Из биологических экспериментов, космонавты проводили наблюдения за рыбами.

### Аварийная ситуация
На 42-е сутки полёта возникла нештатная ситуация: погас свет, отключился ряд бортовых систем, включая систему регенерации кислорода, однако через два часа экипажу удалось вернуть функционирование станции в штатный режим.
После перенесённого при аварии стресса у Б. Волынова появились слабость и боли в области сердца. В. Жолобов был в ещё более тяжёлом физическом и психологическом состоянии. У него начались сильные головные боли, неизлечимые имеющимися на борту лекарствами. Жолобов становился всё более пассивен, и работа легла на плечи командира. По сообщению Т. Мусабаева и данным NASA, экипаж имел проблемы с психологической совместимостью. К моменту принятия решения об экстренном прекращении полёта В. Жолобов уже не мог самостоятельно облачиться в скафандр. Все последние работы на станции, включая экипировку и погрузку заболевшего бортинженера, пришлось делать командиру, который тоже чувствовал себя нездоровым. Расстыковка прошла не с первой попытки — защёлки стыковочного узла удалось освободить не сразу. Ночная посадка была тяжёлой, спускаемый аппарат ударился ребром и упал на бок.
В числе возможных причин нездоровья космонавтов рассматривалось, в том числе, появление в атмосфере станции ядовитых веществ, в частности, из-за проявки фотоплёнок или утечки топлива. Дальнейшие исследования показали, что атмосфера была нормальной, а проблемы возникли из-за физических и психологических перегрузок при недостаточных занятиях физкультурой, плохом сне и слабой психологической поддержке с Земли.